# Andrea Pollack
Andrea Pollack, verheiratete Andrea Pinske (* 8. Mai 1961 in Schwerin; † 11. März 2019 in Berlin), war eine deutsche Schwimmerin und dreifache Olympiasiegerin.

## Werdegang
Andrea Pollack schwamm bei den Olympischen Spielen 1976 in Montreal als erste Frau über 100 Meter Schmetterling (in der 4-mal-100-Meter-Lagenstaffel) unter einer Minute. Neben der Goldmedaille in der Lagenstaffel gewann sie Gold über 200 Meter Schmetterling und Silber über 100 Meter Schmetterling und mit der 4-mal-100-Meter-Freistilstaffel. Bei den darauf folgenden Olympischen Spielen 1980 in Moskau wurde sie noch einmal Olympiasiegerin mit der 4-mal-100-Meter-Lagenstaffel und errang Silber über 100 Meter Schmetterling.
1978, bei den Schwimmweltmeisterschaften in West-Berlin gewann sie zwei Silbermedaillen und eine Bronzemedaille. Über 200 Meter Schmetterling (Bronze) und den 100 Meter Schmetterling (Silber) konnte sie während der Wettkämpfe jeweils einen neuen Weltrekord aufstellen.
Im Jahr 1987 wurde sie in die Ruhmeshalle des internationalen Schwimmsports aufgenommen. Ihr Sohn Michael Pinske ist ein erfolgreicher Judoka.
Nach Beendigung ihrer Karriere als Leistungssportlerin arbeitete sie fast 40 Jahre als Physiotherapeutin im Olympiastützpunkt Berlin. Sie starb im März 2019 im Alter von 57 Jahren an den Folgen einer Krebserkrankung.

### DDR-Doping
Im Zuge des DDR-Dopingprozesses und den damit im Zusammenhang stehenden Nachforschungen und Archivaufarbeitungen der Praktiken der DDR-Mediziner und Sportfunktionäre wurden unter anderem Dopingplan-Vorgaben von Andrea Pollack gefunden, womit ihr damaliger, extrem muskulöser Körperbau zu erklären ist. Des Weiteren wurde sie Ende Oktober 1977 bei einer internen Dopingkontrolle positiv getestet. Nach der Wende gab sie zu, dass ihre Leistungen mittels leistungssteigernder Substanzen, wie Steroiden, verstärkt wurden. Im ersten großen Dopingprozess vor dem Landgericht Berlin gegen den Sportmediziner Bernd Pansold und fünf weitere Beschuldigte sagte sie als Zeugin aus.

## Auszeichnungen (Auswahl)
- 1976: Vaterländischer Verdienstorden in Silber[10]
- 1980: Vaterländischer Verdienstorden in Gold